# 1960-as Formula–1 holland nagydíj
Az 1960-as Formula–1-es világbajnokság negyedik futama a holland nagydíj volt.

## Futam
A holland nagydíjon a magas indulási díj miatt több csapat visszalépett az időmérés után a versenytől. Stirling Moss indult ismét az első sorból, Brabham és Ireland mellől. Bonner és Graham Hill BRM-je osztozott a második soron. Brabham rajtolt a legjobban, Moss és Ireland előtt. Alan Stacey a gyári Lotus 18-assal a negyedik helyre jött fel, majd a 2. körben megelőzte Irelandet is, de Innes hamarosan visszavette helyét. Dan Gurney az ötödik helyen haladt, de a hajtűkanyarnál balesetet szenvedett BRM-jével. Egy néző a tiltott területen tartózkodott, és meghalt a balesetben. Az első versenyén induló Jim Clark a Lotusszal gyorsan zárkózott fel az első körökben, Gurney ötödik helyét megszerezve csapattársai: Ireland és Stacey mögött haladt. A 17. körben Brabham autója feldobta a rázókő egy részét, amely a mögötte haladó Moss autójának ütközött. A brit defektet kapott és ki kellett állnia szerelőihez, 2 perc 40 másodperces hátránnyal állt vissza a javítás után, a tizenkettedik helyről küzdötte fel magát a negyedikre a verseny végére.. Graham Hill megelőzte Clarkot, aki hamarosan váltóhiba miatt kiesett. Később ugyanígy járt Stacey is, ezzel Hillé lett a harmadik hely a kiállása után gyorsan előretörő Moss előtt. A versenyt Brabham nyerte Ireland előtt.
|         | Rsz. | Versenyző               | Csapat          | Futott körük | Idő/Kiesés oka   | Rajthely | Pontszám |
| ------- | ---- | ----------------------- | --------------- | ------------ | ---------------- | -------- | -------- |
| 1       | 11   | Jack Brabham            | Cooper-Climax   | 75           | 2:01'47,2        | 2        | 8        |
| 2       | 4    | Innes Ireland           | Lotus-Climax    | 75           | + 24,0           | 3        | 6        |
| 3       | 16   | Graham Hill             | BRM             | 75           | + 56,6           | 5        | 4        |
| 4       | 7    | Stirling Moss           | Lotus-Climax    | 75           | + 57,7           | 1        | 3        |
| 5       | 2    | Wolfgang von Trips      | Ferrari         | 74           | + 1 kör          | 15       | 2        |
| 6       | 3    | Richie Ginther          | Ferrari         | 74           | + 1 kör          | 12       | 1        |
| 7       | 10   | Henry Taylor            | Cooper-Climax   | 78           | + 5 kör          | 14       |          |
| 8       | 20   | Carel Godin de Beaufort | Cooper-Climax   | 69           | + 6 kör          | 18       |          |
| Kiesett | 5    | Alan Stacey             | Lotus-Climax    | 57           | Váltó/erőátvitel | 8        |          |
| Kiesett | 14   | Jo Bonnier              | BRM             | 54           | Motorhiba        | 4        |          |
| Kiesett | 1    | Phil Hill               | Ferrari         | 54           | Motorhiba        | 13       |          |
| Kiesett | 6    | Jim Clark               | Lotus-Climax    | 42           | Váltó/erőátvitel | 11       |          |
| Kiesett | 18   | Maurice Trintignant     | Cooper-Maserati | 39           | Váltó            | 17       |          |
| Kiesett | 15   | Dan Gurney              | BRM             | 11           | Baleset          | 6        |          |
| Kiesett | 8    | Chris Bristow           | Cooper-Climax   | 9            | Motorhiba        | 7        |          |
| Kiesett | 12   | Bruce McLaren           | Cooper-Climax   | 8            | Váltó/erőátvitel | 9        |          |
| Kiesett | 9    | Tony Brooks             | Cooper-Climax   | 4            | Váltó            | 10       |          |
| NI      | 17   | Roy Salvadori           | Aston Martin    |              | Nem indult       |          |          |
| NI      | 19   | Masten Gregory          | Cooper-Maserati |              | Nem indult       |          |          |
| NI      | 21   | Lance Reventlow         | Scarab          |              | Nem indult       |          |          |
| NI      | 22   | Chuck Daigh             | Scarab          |              | Nem indult       |          |          |

## Statisztikák
Vezető helyen:
- Jack Brabham: 75 kör (1-75)

Jack Brabham 3. győzelme, Stirling Moss 14. pole-pozíciója, 18. leggyorsabb köre.
- Cooper 9. győzelme.

Jim Clark első versenye.